# Alteração (geologia)

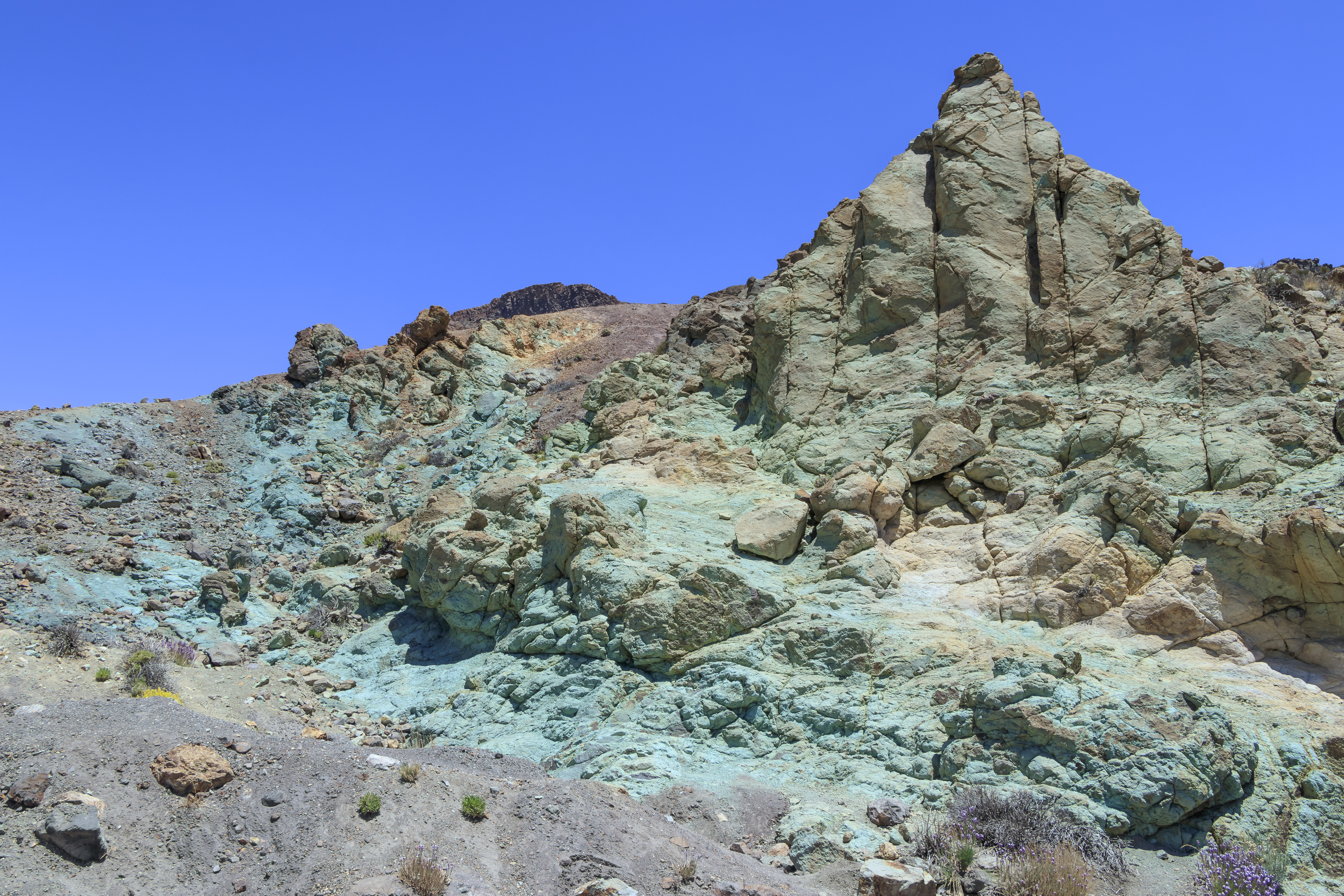
Alteração hidrotermal em rochas ígneas na Caldera Las Cañadas, Tenerife (Ilhas Canárias, Espanha)

Alteração é a designação dada em Geologia ao efeito conjunto dos processos físico-químicos que conduzem à transformação dos minerais de uma rocha nos correspondentes minerais secundários, quando essa conversão não é devido aos processos de meteorização. Os pseudomorfos resultantes podem ser formados de várias maneiras, desde que, para a mesma composição química, a estrutura cristalina dos minerais seja alterado. A alteração também pode ser feita mudando a composição química, tal como quando as soluções hidrotermais ou os gases vulcânicos reagem com as rochas, provocando a adição ou remoção de minerais. O princípio subjacente é a adaptação do mineral às mudanças das condições do ambiente químico, adquirindo em cada momento um estado estável.